# ジャスクリ
ジャスクリ（Juscli）は、株式会社セントラルミュージックがかつて運営していたインターネットラジオ配信サイト。サービス名称は「Just Click」を省略して「Juscli(ジャスクリ)」としていた。2007年6月15日開設。2018年6月30日終了。

## 沿革
- 2007年6月15日 - 開設[1]
- 2009年1月21日 - 「ジャスクリ音楽祭 vol.1」開催[2]
- 2009年4月1日 - 文化放送で特別番組放送（DJ:大河元気）[3]
- 2009年6月16日 - 「ジャスクリ音楽祭 vol.2」開催[4]
- 2009年12月8日 - 「juscli×morph THE LIVE」開催[5][6]
- 2010年2月5日 - 「ジャスクリ音楽祭 vol.3」開催[7]
- 2010年8月6日- 「ジャスクリ音楽祭 vol.4」開催[8]
- 2010年12月3日 - 「ジャスクリ音楽祭 vol.5」開催[9]
- 2011年2月6日 - 「ジャスクリ音楽祭 vol.6」開催[10]
- 2011年4月3日 - 「新東京フォークデイズ」開催[11]
- 2011年8月17日 - 「新東京フォークデイズ番外編」開催[12]
- 2011年8月23日 - 「ジャスクリ音楽祭 vol.7」開催[13]
- 2012年1月20日 - 「新東京フォークデイズ2」開催[14]
- 2013年11月6日 - ジャスクリオーディション開催[脚注 1]
- 2014年2月7日 - スマホ・タブレット対応[脚注 2]
- 2018年6月30日 - インターネットラジオ・動画配信サービスを終了[17]

## 番組一覧
| 番組名                                      | 出演者                                       | 開始日        | 終了日         | 備考                     |
| ------------------------------------------- | -------------------------------------------- | ------------- | -------------- | ------------------------ |
| 談話室もて木                                | YK型 （吉田照美、小島嵩弘）                  | 2007年6月15日 |                |                          |
| 立呑屋長谷川                                | YK型 （吉田照美、小島嵩弘）                  | 2009年10月9日 | 2013年3月29日  |                          |
| 下川みくにのマッパちゃんとメットくん        | 下川みくに                                   | 2007年6月15日 | 2013年3月29日  |                          |
| ワカバ ラジオ 略して 「ワオ！」             | ワカバ                                       | 2007年6月15日 | 2012年3月30日  |                          |
| 井上日徳の「とりあえずまわしとこーかー!?」  | 井上日徳                                     | 2007年6月15日 | 2010年10月     |                          |
| 夢追い人                                    | MUDAGE[む]UNWANTED （井上日徳、加藤孝史）    | 2011年7月2日  |                |                          |
| 舟盛り                                      | MUDAGE[む]UNWANTED （井上日徳、加藤孝史）    |               | 2018年6月22日  |                          |
| ボンブラスッピンカフェ                      | BON-BON BLANCO                               | 2007年8月3日  | 2008年3月28日  |                          |
| 浜松町ストリートアーカイヴ                  | なりたま                                     | 2008年8月10日 | 2010年3月      |                          |
| Songs Paradise                              | なりたま                                     | 2010年4月     | 2012年3月30日  |                          |
| 鎌田純子・森恵のナマステDX                  | なりたま 鎌田純子 森恵                       | 2010年1月8日  | 2010年3月26日  |                          |
| 清心のコト∞デジ                             | 清心                                         | 2007年10月5日 | 2009年5月      |                          |
| 大変恐れいりますが、大河元気のラジオです。  | 大河元気                                     | 2007年10月5日 | 2018年6月22日  |                          |
| はじめまして!市川たかしです!!               | 市川たかし                                   | 2007年10月5日 | 2009年9月25日  |                          |
| 荏原健太の a Place in the Sun               | 荏原健太                                     | 2007年11月2日 | 2009年2月13日  |                          |
| SMILY☆SPIKYのきゃーちゃーりー!              | SMILY☆SPIKY                                  | 2008年4月4日  | 2009年1月9日   |                          |
| 伊藤俊吾のザ・ソングス・オーディション      | 伊藤俊吾                                     | 2008年6月3日  | 2009年10月     |                          |
| 白石涼子のそん♪Song!ばっく☆とーく           | 白石涼子                                     | 2008年7月4日  | 2010年3月      |                          |
| テニスの王子様 オン・ザ・レイディオ         |                                              | 2008年7月8日  | 2018年5月1日   | マンスリーパーソナリティ |
| eyes rhythm                                 | eyes                                         | 2008年8月22日 | 2009年10月2日  |                          |
| 緑川光・岡本寛志のRADIOトゥルーフォーチュン | 緑川光、岡本寛志                             | 2008年12月9日 | 2009年4月3日   |                          |
| 逢い引きの森                                | 繭子                                         | 2009年7月3日  | 2013年9月27日  |                          |
| 工藤慎太郎のスマイルデイズ                  | 工藤慎太郎                                   | 2009年10月9日 | 2011年6月24日  |                          |
| THE SPINのMARUChocoPink                     | THE SPIN                                     | 2009年10月9日 | 2010年         |                          |
| せきずいのハピデリ裏ラジオ                  | せきずい                                     | 2009年10月9日 | 2010年3月      |                          |
| 高田リオン 毎日自己ベスト!!                 | 高田リオン                                   | 2010年8月27日 | 2012年7月27日  |                          |
| 新東京フォーク・ラヂオ                      | おがさわらあい                               | 2010年10月    | 2018年6月22日  |                          |
| 新東京フォークデイズ                        | 田村武也                                     | 2011年        | 2014年         | 不定期更新               |
| 天窓ラジオ～天のささやき～                  | 代々木原シゲル ちーちゃん                    | 2011年1月     | 2012年6月15日  | 四谷天窓制作             |
| Michiruの聴いてほし～の                     | Michiru                                      | 2011年4月8日  | 2012年3月30日  |                          |
| SOLZICK WAVE                                | SOLZICK                                      | 2011年4月29日 | 2012年3月2日   |                          |
| KOKORO AID RADIO                            |                                              | 2011年5月6日  | 2013年2月1日   | マンスリーパーソナリティ |
| 広島兄弟                                    | MCハマー(ハマモトヒロユキ）                  | 2012年4月     | 2013年10月11日 |                          |
| サイレント サイレンのGOサイレンGO!          | Silent Siren                                 | 2012年4月6日  | 2013年9月27日  |                          |
| +Plusのぷらラジッ!!                         | +Plus                                        | 2012年10月2日 | 2013年11月22日 |                          |
| kiki*のわっせてげてげ                       | kiki*                                        | 2013年4月5日  | 2014年4月15日  |                          |
| prediaのラジoh!party                        | predia                                       | 2013年4月17日 | 2013年9月27日  |                          |
| 10獄放送局                                  | 打首獄門同好会                               | 2014年4月4日  | 2014年12月19日 |                          |
| 雪路と聖児 〜おかしな二人〜                 | 朝丘雪路 聖児セミョーノフ                    | 2014年6月6日  | 2014年         |                          |
| 新潟めぐりGO!GO!レルヒさん                  | レルヒさん 高橋遥 伊藤和生（エフエムしばた） | 2015年4月10日 | 2015年7月3日   |                          |

## 特別番組
| 番組名                                                                         | 出演者                       | 開始日         | 終了日         | 備考  |
| ------------------------------------------------------------------------------ | ---------------------------- | -------------- | -------------- | ----- |
| 工藤慎太郎の2つで1つ                                                           | 工藤慎太郎                   | 2009年5月1日   | 2009年5月29日  | 全5回 |
| +ジャスクリPLUS+ 暮部拓哉の別宅～べったく～                                    | 暮部拓哉                     | 2009年11月27日 | 2010年1月22日  | 全8回 |
| +ジャスクリPLUS+ フォークシンガー小象と細川徹の「ちゃぶ台!ヤングジャンボリー」 | フォークシンガー小象 細川徹  | 2010年2月26日  | 2010年4月16日  | 全8回 |
| +ジャスクリPLUS+ でるでるてるてるDёL SoLёびより                                | DёL SoLё                     | 2010年5月21日  | 2010年7月9日   | 全8回 |
| +ジャスクリPLUS+ 井上侑の「イクラ納豆」                                        | 井上侑                       | 2010年6月25日  | 2010年8月13日  | 全8回 |
| +ジャスクリPLUS+ 高田リオン 毎日自己ベスト!                                    | 高田リオン                   | 2010年7月2日   | 2010年8月20日  | 全8回 |
| +ジャスクリPLUS+ ひまりの関係あらへ〜ん!!                                      | ひまり                       | 2010年7月23日  | 2010年8月13日  | 全4回 |
| +ジャスクリPLUS+ おがさわらあいの「パラヨイ!」                                 | おがさわらあい               | 2010年8月20日  |                |       |
| +ジャスクリPLUS+ フォークシンガー小象の「ちゃぶ台!ヤングジャンボリーII」       | フォークシンガー小象         | 2010年8月20日  | 2010年10月8日  | 全8回 |
| +PlusのジャスクリPlus                                                          | +Plus                        | 2010年11月12日 | 2010年12月24日 | 全8回 |
| +ジャスクリPLUS+ 近江知永の半分は適当でできています。                          | 近江知永                     | 2010年11月5日  | 2010年11月26日 | 全4回 |
| +ジャスクリPLUS+ 坂本麗衣MyStyle J-45                                          | 坂本麗衣                     | 2010年12月3日  | 2011年1月28日  | 全8回 |
| 浜松町ストリートアーカイヴ スピンオフ 鎌田純子・森恵のナマステDX               | なりたま 鎌田純子 森恵       | 2010年12月28日 |                |       |
| +ジャスクリPLUS+ Michiruの聴いてほし～の                                       | Michiru                      | 2011年2月11日  | 2011年4月1日   | 全8回 |
| +ジャスクリPLUS+ ゴールデンナイトフィーバーplus                                | ガッツダイナマイトキャバレー | 2011年3月11日  | 2011年4月29日  | 全8回 |
| +ジャスクリPLUS+ 辻香織のkaori日和                                             | 辻香織                       | 2011年5月13日  | 2011年7月1日   | 全8回 |
| +ジャスクリPLUS+ 荒牧リョウのフルフルカラフル!!                                | 荒牧リョウ                   | 2011年5月27日  | 2011年7月15日  | 全8回 |
| +ジャスクリPLUS+ 玉城ちはるのおーい○○!                                         | 玉城ちはる                   | 2011年6月10日  | 2011年8月11日  | 全8回 |
| +ジャスクリPLUS+ 森本ケンタのGooｄDayレディオ                                  | 森本ケンタ                   | 2011年9月30日  | 2011年11月25日 | 全4回 |
| +ジャスクリPLUS+ 香音のTasting Melody                                          | 香音                         | 2012年6月8日   | 2012年7月27日  | 全8回 |
| Juscliオーディション                                                           |                              | 2013年11月6日  |                |       |
| 浮かぶ!!逢い引きの森                                                           | 繭子                         | 2014年5月16日  | 2014年5月30日  | 全2回 |
| 熊谷育美ライブダイジェスト                                                     | 熊谷育美                     | 2014年2月14日  | 2018年3月6日   |       |